# Saulxures (Alto Marne)
Saulxures es una comuna francesa situada en el departamento de Alto Marne, de la región de Gran Este.

## Demografía
| Gráfica de evolución demográfica de Saulxures entre 1800 y 2013 |
|                                                                 |

Los datos demográficos contemplados en este gráfico de la comuna de Saulxures se han cogido de 1800 a 1968 de la página francesa EHESS/Cassini, y los demás datos de la página del INSEE.